# Bernard Gravier
Pour les articles homonymes, voir Gravier.
Bernard Gravier, né le 20 février 1881 à Toulon, et mort en son domicile le 13 août 1923 dans le 15e arrondissement de Paris,, est un escrimeur français, ayant pour arme l'épée. 
En 1907, il gagne la 2e Coupe internationale de Barcelone (tournoi par équipes de quatre amateurs, avec Lucien Gaudin, Olivier et Dilon-Kavanah), et remporte en juin le tournoi à l'épée par équipes de la "Grande semaine des armes" (avec Olivier, Peigner et Gaudin).
Il est sacré champion olympique d'escrime en épée par équipes aux Jeux olympiques d'été de 1908 à Londres, quelques jours seulement après avoir remporté le tournoi à l'épée par équipe lors de la "Grande semaine de l'escrime", début juillet 1908 à Paris. La même année, il s'impose encore individuellement au tournoi International de Nice, et il gagne ensuite fin juin le tournoi individuel à l'épée de la "Grande semaine des armes (de l'escrime)".
Il est de nouveau vainqueur de la "Grande semaine des armes" -organisée par la Fédération Parisienne d'Épée- avec l'équipe de Paris en 1911 (et nommé meilleur joueur de celle-ci), et en 1914 (nommé alors capitaine de celle-ci).
Attaché au ministère des pensions, président de la Fédération nationale de l'escrime, il meurt d'une embolie à 42 ans.